# Hanne Wickop

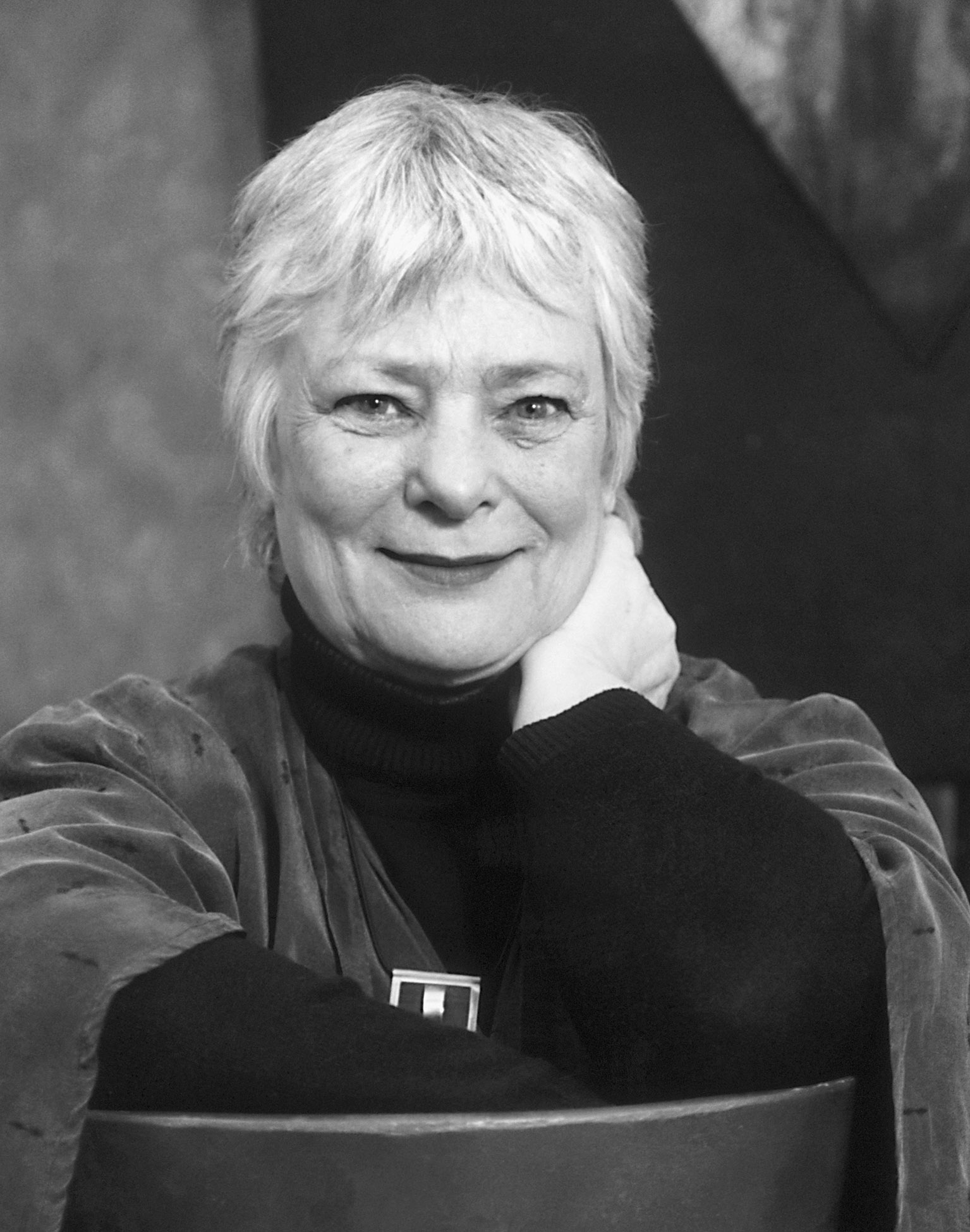
Hanne Wickop (2007)

Hanne Wickop (* 1. März 1939 in Hamburg; † 21. Juni 2018 in München) war eine deutsche Malerin und Schriftstellerin.

## Leben und Werk
Gewollt weder vom Vater, der sich seiner Verantwortung entzogen hatte, noch von der Mutter, die in der Zeit des Nationalsozialismus zwangssterilisiert wurde, wuchs Wickop in Heimen auf. Nach abgeschlossener Schneiderlehre arbeitete sie als Kindermädchen. Nachdem sie 1964 nach München übergesiedelt war, begann sie Schauspielunterricht zu nehmen und arbeitete unter anderem als Puppenspielerin an der Herbert Fischel-Bühne im Künstlerhaus München.
1969 heiratete sie Franz Wickop und adoptierte zwei Heimkinder mit ihm.
Neben ihrer Arbeit als Malerin war Hanne Wickop seit den achtziger Jahren auch als Schriftstellerin tätig, woraufhin sie ein Literaturstipendium der Stadt München für Kurzgeschichten im Jahr 1993 erhielt. 1994 folgte ein weiteres Stipendiat, und zwar für das Künstlerhaus Schloss Wiepersdorf.
Neben regelmäßigen Ausstellungen gab Wickop anderen Künstlern und Schriftstellern einmal monatlich die Gelegenheit, in ihrem „Roten Salon“ vor Gästen aufzutreten und Kontakte zu knüpfen.
Hanne Wickop starb im Juni 2018 im Alter von 79 Jahren in München.

## Ausstellungen
- 1979: erste Ausstellung in Eigeninitiative mit anderen Künstlern in Wickops Wohnung
- 1979: Hand & Werk München
- 1980: Blaue Ausstellung in den eigenen Räumen
- 1980: Galerie Stolpe in Rosenheim
- 1980: Ausstellung in der Galerie C.C.Paul in München
- 1980: zweite Ausstellung in der Galerie C.C.Paul in München
- 1981: Galerie im Lila Haus in Schwabing, München
- 1982: Ausstellung bei Kienzle Datensysteme GmbH. Köln
- 1982: (Mai) Galerie Bild & Rahmen, Ottostraße, München
- 1982: (Juni) Ausstellung Gedok im Münchner Rathaus
- 1983: Ausstellung im Pavillon IGA München
- 1983: Galerie im Lila Haus in Schwabing, München
- 1984: Galerie X in Köln
- 1984: Galerie im Lila Haus in Schwabing, München
- 1985: Galerie T. in München
- 1985: Ausstellung im Bürgerhaus Garching
- 1986: Ausstellung Von Herzen mit Schmerzen in Schwabing, München
- 1986: Galerie T. in München
- 1987: Große Ausstellung im Postamt-Schwabing in München

Wickop hatte außerdem jährliche Ausstellungen in der Galerie Renate Linner in München, in den eigenen Räumen und beteiligte sich bei den Ausstellungen des Bundes bildender Künstler sowie diverser Gruppenausstellungen.

## Einzelveröffentlichungen
- Inselrot (Gedichte und Bilder). Stora Verlag 1995.
- Hitze (Erzählungen). Stora Verlag 1997.
- Sturz (Erzählungen). Stora Verlag 1998.
- Lyrik & Gitarre (CD mit Pablo Hernandez) 1998.
- Durst (Erzählungen). Stora Verlag 1999.
- Lebenslinien (Fernseh-Sendung). B3, 1999.
- Lieber Vater. Erinnerungen eines Heimkindes (Autobiografie). A1 Verlag 2007.

## Auszeichnungen für Literatur
- 1989: 2. Preis für Gedichte Lyrischer Oktober, Bayreuth
- 1993: Literaturstipendium der Landeshauptstadt München für Kurzgeschichten
- 1994: Aufenthaltsstipendium im Künstlerhaus Schloss Wiepersdorf
- 1999: Eugen Viehof-Ehrengabe der Deutschen Schillerstiftung von 1859 in Weimar